# Fear (Toad the Wet Sprocket)
Fear è il terzo album in studio del gruppo musicale statunitense Toad the Wet Sprocket, pubblicato nel 1991.

## Tracce
1. Walk on the Ocean – 3:00
2. Is It for Me? – 3:24
3. Butterflies – 4:26
4. Nightingale Song – 2:03
5. Hold Her Down – 3:07
6. Pray Your Gods – 5:03
7. Before You Were Born – 3:44
8. Something to Say – 4:02
9. In My Ear – 3:10
10. All I Want – 3:17
11. Stories I Tell – 5:35
12. I Will Not Take These Things for Granted – 5:46

## Formazione
- Glen Phillips – voce, chitarra, mandolino
- Todd Nichols – chitarra, mandolino
- Dean Dinning – basso, tastiera
- Randy Guss – batteria, percussioni
- Laurel Franklin – voce parlata, voce addizionale